# Horst-Dieter Berking
Horst-Dieter Berking (* 1. März 1940 in Hamburg; † 17. Februar 1999) war ein deutscher Fußballspieler, der als Stürmer des Karlsruher SC in den Jahren 1964 bis 1967 in der Fußball-Bundesliga 55 Spiele absolviert und dabei sechs Tore erzielt hat.

## Laufbahn

### Amateur, Oberliga und Regionalliga im Norden, bis 1964
Bei den Grün-Roten vom VfB Peine, am Sportplatz an der Ilseder Straße, machte der ungemein sprintstarke Flügelstürmer Horst-Dieter Berking in der Saison 1961/62 in der Amateurliga Niedersachsen Ost durch seine Offensivleistungen den Oberligisten Bremerhaven 93 auf sich aufmerksam. Zur letzten Saison der alten erstklassigen Fußball-Oberliga Nord, 1962/63, wurde er Vertragsfußballer bei den Weinroten vom Zollinlandstadion. Berking debütierte am ersten Spieltag der Saison, beim 3:1-Auswärtserfolg bei Concordia Hamburg, auf Rechtsaußen in der Oberliga Nord. Er absolvierte an der Seite der Mitspieler Manfred Bertl, Günther Bolte, Hermann Gehrke und Werner Schütte 28 Ligaspiele und erzielte sieben Tore. Die „Zolli“-Elf belegte den 13. Platz. In der ersten Saison der neu eingeführten Fußball-Regionalliga Nord, 1963/64, war er auch auf Rechtsaußen am Starttag der neuen Liga für Bremerhaven, beim 2:2-Auswärtsremis gegen den VfV Hildesheim, am 11. August 1963 aktiv. Als der Elf vom Zollinland am 17. November 1963 im Stadion an der Bremer Brücke gegen den VfL Osnabrück ebenfalls ein 2:2-Unentschieden glückte, zeichnete sich Berking als zweifacher Torschütze aus. Dem Mittelstürmer der Heimelf, Udo Lattek, gelang dagegen kein Treffer. Berking absolvierte 28 Regionalligaspiele und erzielte sechs Tore in dieser Saison und Bremerhaven belegte den zwölften Platz. Durch seine weit überdurchschnittliche Sprintfähigkeit hatte er in den zwei Jahren in Bremerhaven auf sich aufmerksam gemacht und nahm deshalb zur Runde 1964/65 das Angebot des Bundesligisten Karlsruher SC an und wechselte in die Fächerstadt nach Baden.

### Karlsruhe, 1964 bis 1967
Die Aufarbeitung der Debütsaison 1963/64 – der KSC hatte mit 42:55 Toren 24:36 Punkte erreicht und den 13. Platz belegt – in der Fußball-Bundesliga, hatte im Wildpark zu dem Ergebnis geführt, dass vordringlich die Offensive zu verstärken wäre, um nicht wieder in den Abstiegskampf verwickelt zu werden. Es kamen deshalb neben Berking noch zwei weitere Offensivkräfte nach Karlsruhe: der Ex-Nationalstürmer Hans Cieslarczyk und der Torschützenkönig der Fußball-Regionalliga Süd 1963/64, Klaus-Peter Jendrosch. Werder Bremen war 1963/64 mit dem Torverhältnis von 53:62 Toren auf dem zehnten Rang in der Bundesliga gestartet. Trainer Willi Multhaup zog daraus personell die Schlüsse, die Abwehr wäre unbedingt zu verstärken und für den Angriff muss ein torgefährlicher Stürmer dazukommen. Mit den Neuzugängen Horst-Dieter Höttges und Heinz Steinmann führte er der Abwehr ganz wesentlich Qualität zu und im Angriff setzte er auf die Abschlussqualitäten von Klaus Matischak von Schalke 04. Das Ergebnis war sensationell: mit 54:29 Toren und 41:19 Punkten gewann Werder Bremen die deutsche Meisterschaft 1965. In Karlsruhe schien sich die personelle Festlegung der Verantwortlichen nach dem ersten Spieltag auch zu bestätigen. Am Starttag holte sich der KSC durch einen 2:1-Sieg gegen den Vizemeister des Vorjahres, den Meidericher SV, sofort die ersten zwei Punkte. Im siegreichen Angriff der Heimelf standen alle drei Neuzugänge, dazu noch Otto Geisert und Erwin Metzger. Die Hoffnungen auf sportlichen Zugewinn konnten aber im Verlauf der weiteren Vorrunde nicht in die Tat umgesetzt werden und Trainer Kurt Sommerlatt wurde zum 27. Januar 1965 durch Helmut Schneider ersetzt. Mit 47:62 Toren rangierte der KSC am Rundenende auf dem 15. Platz, der eigentlich den Abstieg bedeutet hätte. Nur durch den Zwangsabstieg von Hertha BSC und die Aufstockung der Bundesliga auf 18 Vereine ab der Runde 1965/66 blieb der Karlsruher SC in der Bundesliga. Berking absolvierte 17 Spiele und erzielte ein Tor. Da auch Cieslarczyk mit 18/8 und Jendrosch mit 13/5 Einsätzen und Toren nicht zu den erhofften Offensivverstärkungen geworden waren und in der Defensive überhaupt nichts zur Besserung realisiert wurde, war das negative Abschneiden des KSC nicht wirklich überraschend gewesen.
Persönlich verbesserte sich im zweiten Jahr, 1965/66, die Bilanz von Berking beim Karlsruher SC durch die Zahl seiner Spiele deutlich. Er war mit 29 Einsätzen und vier Toren unumstrittener Stammspieler im Angriff der Blau-Weißen, wo aber der Mittelfeldspieler Horst Wild mit elf Treffern die interne Torjägerliste anführte. Im Gesamtergebnis, der KSC platzierte sich in jetzt 34 Rundenspielen mit dem negativen Torverhältnis von 35:71 noch knapp auf den rettenden 16. Rang, war das Abschneiden wiederum eine Enttäuschung für die Karlsruher. Trainer Schneider wurde deshalb zum 19. Oktober 1965 durch Werner Roth ersetzt, was aber nicht zu einer Steigerung der Spielleistung führte. Die 0:8 beziehungsweise 2:8 Schlappen in der Rückrunde beim Hamburger SV und MSV Duisburg sprechen eine deutliche Sprache zum Leistungsstand des KSC in der Saison 1965/66.
Als unter Trainer Paul Frantz in der Rückrunde 1966/67 eine sichtbare Leistungssteigerung beim KSC zustande kam, gehörte der schnelle Flügelspieler Horst-Dieter Berking nicht mehr der Stammelf an. Alle neun Ligaspiele hatte er in der Vorrunde bestritten. Sein letzter Bundesligaeinsatz datiert vom 3. Dezember 1966, als die Badener sich im Lokalderby gegen den VfB Stuttgart mit 4:1 Toren behaupten konnten. Er bildete dabei zusammen mit Mittelstürmer Christian Müller und Linksaußen Friedhelm Strzelczyk den Angriff der Heimmannschaft, der aus dem Mittelfeld von Arthur Dobat, Dragoslav Šekularac und Klaus Zaczyk unterstützt wurde. Im Sommer 1967 kehrte Berking nach Niedersachsen zurück und schloss sich dem Regionalligisten Göttingen 05 an.

### Göttingen und Ausklang im Amateurlager, 1967 bis 1975
In der Zweitklassigkeit der Regionalliga Nord erlebte Berking als Aktiver von Göttingen 05 mit der Mannschaft von Trainer Fritz Rebell in der Saison 1967/68 einen spannenden Dreikampf an der Tabellenspitze um die Meisterschaft. Punktgleich mit Meister Arminia Hannover holte sich Göttingen die Vizemeisterschaft, einen Zähler vor dem lange in Führung liegenden VfL Wolfsburg. Mit den Mannschaftskameraden Dietmar Degenhardt, Rolf Dube, Fred Englert, Peter Klepatz, Heiner Klose und Klaus Matz zog Berking gegen die Konkurrenten Hertha BSC, Rot-Weiss Essen, SV Alsenborn und den FC Bayern Hof in die Bundesligaaufstiegsrunde ein. In fünf Einsätzen erzielte er zwei Tore und Göttingen belegte den vierten Rang. In seinem zweiten Göttinger-Jahr, 1968/69, hielt der VfL Osnabrück die Verfolger VfB Lübeck, St. Pauli und Göttingen sicher auf Distanz und Göttingen musste sich mit dem vierten Rang begnügen. Nach 36 Regionalligaeinsätzen mit sechs Toren beendete Berking 1969 seine Spielertätigkeit in Göttingen und kehrte zur Runde 1969/70 wieder in seine alte Heimat zum VfB Peine in die Amateurliga Niedersachsen zurück. Nach drei Runden mit Peine beendete er bei der SG Adenstedt, ebenfalls im Landkreis Peine, seine Laufbahn.